# Giro del Belgio 1920
Il Giro del Belgio 1920, nona edizione della corsa, si svolse in cinque tappe tra il 23 maggio e il 30 maggio 1920 per un totale di 1 395 km e fu vinto dal belga Louis Mottiat.

## Tappe
| Tappa  | Data      | Percorso            | km    | Vincitore di tappa | Leader cl. generale |
| ------ | --------- | ------------------- | ----- | ------------------ | ------------------- |
| 1ª     | 23 maggio | Bruxelles > Gand    | 300   | Jules Van Hevel    |                     |
| 2ª     |           | Gand > Liegi        | 291   | Louis Mottiat      |                     |
| 3ª     |           | Liegi > Lussemburgo | 284   | René Vermandel     |                     |
| 4ª     |           | Lussemburgo > Namur | 245   | René Vermandel     |                     |
| 5ª     | 30 maggio | Namur > Bruxelles   | 275   | Louis Mottiat      | Louis Mottiat       |
| Totale | Totale    | Totale              | 1 395 |                    |                     |

## Dettagli delle tappe

### 1ª tappa
- Bruxelles > Gand – 300 km

Risultati
| Pos. | Corridore          | Squadra     | Tempo     |
| ---- | ------------------ | ----------- | --------- |
| 1    | Jules Van Hevel    | Individuale | 11h06'14" |
| 2    | Alphonse Van Hecke | Individuale | ?         |
| 3    | Isidore Mechant    | Individuale | ?         |

### 2ª tappa
- Gand > Liegi – 291 km

Risultati
| Pos. | Corridore       | Squadra     | Tempo     |
| ---- | --------------- | ----------- | --------- |
| 1    | Louis Mottiat   | Alcyon      | 11h57'03" |
| 2    | Albert Dejonghe | La Sportive | ?         |
| 3    | Émile Masson    | La Sportive | ?         |

### 3ª tappa
- Liegi > Lussemburgo – 284 km

Risultati
| Pos. | Corridore      | Squadra     | Tempo     |
| ---- | -------------- | ----------- | --------- |
| 1    | René Vermandel | Individuale | 11h20'35" |
| 2    | Louis Mottiat  | Alcyon      | s.t.      |
| 3    | Lucien Buysse  | Individuale | s.t.      |

### 4ª tappa
- Lussemburgo > Namur – 245 km

Risultati
| Pos. | Corridore       | Squadra     | Tempo    |
| ---- | --------------- | ----------- | -------- |
| 1    | René Vermandel  | Individuale | 9h12'18" |
| 2    | Charles Van Mol | Individuale | ?        |
| 3    | Léon Kindermans | Individuale | ?        |

### 5ª tappa
- Namur > Bruxelles – 275 km

Risultati
| Pos. | Corridore       | Squadra     | Tempo     |
| ---- | --------------- | ----------- | --------- |
| 1    | Louis Mottiat   | Alcyon      | 10h25'00" |
| 2    | René Vermandel  | Individuale | ?         |
| 3    | Hector Heusghem | La Sportive | ?         |

## Classifiche finali

### Classifica generale
| Pos. | Corridore         | Squadra     | Tempo      |
| ---- | ----------------- | ----------- | ---------- |
| 1    | Louis Mottiat     | Alcyon      | 54h19'59"  |
| 2    | Albert Dejonghe   | Individuale | a 27'33"   |
| 3    | Léon Despontin    | Individuale | a 35'29"   |
| 4    | Jacques Coomans   | La Sportive | a 36'32"   |
| 5    | Isidore Mechant   | Individuale | a 38'30"   |
| 6    | Émile Masson      | Alcyon      | a 44'29"   |
| 7    | Hector Heusghem   | La Sportive | a 53'10"   |
| 8    | Léon Kindermans   | Individuale | a 1h00'31" |
| 9    | Hilaire Hellebout | Individuale | a 1h38'15" |
| 10   | René Vermandel    | Individuale | a 1h43'02" |